# 聖瑪利亞區 (巴拿馬)
聖瑪利亞區（西班牙語：Distrito de Santa María），是巴拿馬的一個行政區，位於該國中南部，由埃雷拉省負責管轄，始建於1850年，面積159平方公里，2010年人口7,421，人口密度每平方公里46.67人。